# Wydział Matematyki Stosowanej Politechniki Śląskiej
Wydział Matematyki Stosowanej Politechniki Śląskiej rozpoczął działalność pod obecną nazwą 1 września 2011 roku po zmianie nazwy Wydziału Matematyczno-Fizycznego, utworzonego w 1969 roku z połączenia istniejących na różnych wydziałach katedr: fizyki, matematyki i geometrii wykreślnej. W tamtym okresie był to jedyny tego typu wydział w polskich uczelniach technicznych.

## Historia Wydziału
Po utworzeniu Wydziału Matematyczno-Fizycznego, działalność naukowa, dydaktyczna i organizacyjna skupiała się w następujących katedrach: Katedrze Fizyki Technicznej, kierowanej przez doc. Franciszka Kuczerę; Katedrze Matematyki Stosowanej, kierowanej przez prof. Mirosława Mochnackiego; Katedrze Geometrii Wykreślnej, kierowanej przez prof. Mariana Paleja. W chwili założenia Wydział prowadził kierunki studiów: Fizyka Techniczna i Matematyka Stosowana.
Organizatorem i pierwszym Dziekanem Wydziału był prof. Aleksander Opilski, a Prodziekanem doc. Jerzy Leś. W wyniku zmian organizacyjnych w roku akademickim 1971/1972 została wprowadzona nowa struktura Wydziału. Powołano Instytut Fizyki, którego dyrektorem został prof. Aleksander Opilski oraz Instytut Matematyki z dyrektorem prof. Czesławem Klucznym. W roku 1973 Wydział rozpoczął kształcenie na nowo utworzonym kierunku studiów Podstawowe Problemy Techniki, ze specjalnościami Fizyka Techniczna, Matematyka Stosowana oraz Mechanika Stosowana.
W roku 1974 na Wydziale został powołany Instytut Mechaniki Teoretycznej, którego dyrektorem był prof. Bogdan Skalmierski, a w 1981 Instytut Geometrii Wykreślnej, którego dyrektorem został prof. Marian Palej.
Prawa doktoryzowania z zakresu matematyki Wydział uzyskał w 1978 roku na ponad 10 lat, a prawa doktoryzowania z fizyki posiadał w latach 1991–2009.
Po decyzjach odgórnych od 1992 roku na Wydziale rozpoczęto kształcenie na kierunkach: Fizyka Techniczna, Matematyka.
Instytut Mechaniki Teoretycznej w 1992 roku został przeniesiony na Wydział Budownictwa, zaś w 1995 roku były Instytut Geometrii Wykreślnej przekształcony został w samodzielny Ośrodek Geometrii Wykreślnej i Grafiki Inżynierskiej.
W roku 2001 utworzono kierunek Elektronika i Telekomunikacja prowadzony do roku akademickiego 2010/2011. Kierunek Matematyka z uwagi na innowacyjny program kształcenia cieszył się znaczną popularnością i na przełomie wieków Wydział kształcił najliczniejszą grupę matematyków w Polsce, a łączna liczba studentów przekroczyła 1400. W 2008 roku na Wydziale uruchomiono kierunek Informatyka.
Z dniem 1 września 2010 roku Instytut Fizyki, wchodzący przez lata w skład Wydziału, przekształcił się w jednostkę pozawydziałową: Instytut Fizyki – Centrum Naukowo-Dydaktyczne Politechniki Śląskiej, co całkowicie zmieniło profil Wydziału.
Dyplomy ukończenia studiów na Wydziale uzyskało ponad 4700 absolwentów.

### Zasłużeni pracownicy wydziału
Rozwój Wydziału Matematyczno-Fizycznego, a w konsekwencji i Wydziału Matematyki Stosowanej i jego jednostek był możliwy dzięki szczególnemu poświęceniu nieżyjących już profesorów:
- prof. Szczepan Borkowski
- prof. Zygmunt Kleszczewski
- prof. Czesław Kluczny
- prof. Sławomir Kończak
- prof. Mieczysław Kucharzewski
- prof. Włodzimierz Mościcki
- prof. Aleksander Opilski
- prof. Marian Palej
- prof. Mieczysław Pazdur
- prof. Ernest Płonka
- prof. Janina Śladkowska-Zahorska
- prof. Witalij Suszczański
- prof. Antoni Wakulicz
- prof. Zygmunt Zahorski
- prof. Andrzej Zastawny

Poza wymienionymi profesorami szczególny wkład w rozwój wydziału i jego jednostek mieli również: doc. Stanisława Bogucka-Kamińska, doc. Franciszek Kuczera, doc. Jerzy Leś, doc. Bogusław Nosowicz oraz doc. Kazimierz Szałajko.

## Władze Wydziału
Kadencja 2024–2028:
- Dziekan – prof. dr hab. inż. Marcin Woźniak[3]
- Prodziekan ds. Nauki i Współpracy – dr hab. inż. Bożena Piątek[3]
- Prodziekan ds. Studenckich i Kształcenia – dr. inż. Mariusz Pleszczyński[3]
- Prodziekan ds. Infrastruktury i Organizacji – dr hab. inż. Adam Zielonka[3]

## Poczet Dziekanów Wydziału
| Lata kadencji | Dziekan              |
| ------------- | -------------------- |
| 1969–1971     | Aleksander Opilski   |
| 1971–1979     | Jerzy Leś            |
| 1979–1981     | Bohdan Mochnacki     |
| 1981–1985     | Szczepan Borkowski   |
| 1985–1993     | Zygmunt Kleszczewski |
| 1993–1995     | Mieczysław Pazdur    |
| 1995–2002     | Radosław Grzymkowski |
| 2002–2008     | Stanisław Kochowski  |
| 2008–2016     | Radosław Grzymkowski |
| 2016–2024     | Waldemar Hołubowski  |
| od 2024       | Marcin Woźniak       |

## Struktura Wydziału
Struktura wydziału od dnia 1.11.2019 r.:
- Katedra Matematyki
- Katedra Zastosowań Matematyki i Metod Sztucznej Inteligencji

## Działalność naukowa
Badania naukowe aktualnie prowadzone na Wydziale mają charakter badań podstawowych i dotyczą różnych dziedzin matematyki i jej zastosowań oraz informatyki. Podstawowe kierunki badań to: algebra (teoria grup), metody numeryczne, równania różniczkowe i funkcyjne, modelowanie matematyczne, informatyka (teoria automatów i teoria algorytmów), analiza matematyczna i funkcjonalna, probabilistyka (teoria kolejek), ekonomia.
Obecnie wydział zatrudnia 14 profesorów i doktorów habilitowanych oraz 49 doktorów.
Wydział ma podpisane umowy o współpracy naukowej i dydaktycznej w dziedzinie nauk matematycznych z wieloma uczelniami zagranicznymi, m. In. McGill University i York University w Kanadzie, City College of New York w USA, Uniwersytetem Kijowskim, Czernowieckim i Instytutem Matematyki Akademii Nauk Ukrainy. W Polsce współpracuje z Uniwersytetami: Białostockim, Śląskim, Warszawskim, Wrocławskim i Instytutem Informatyki Teoretycznej i Stosowanej PAN w Gliwicach. Pracownicy Wydziału wyjeżdżają na staże jako visiting professor do takich Uniwersytetów jak Texas A&M (USA), York University, University of Manitoba (Kanada), Uniwersytet Moskiewski, Uniwersytet w Sankt Petersburgu (Rosja), Uniwersytet w Sewilli (Hiszpania).
Na Wydziale Matematyki Stosowanej redagowane są dwa czasopisma: „Silesian Journal of Pure and Applied Mathematics” i „Matematyka i Informatyka na Uczelniach Technicznych” (MINUT).

### Organizowane konferencje
Instytut Matematyki współorganizował dwie cykliczne konferencje międzynarodowe „Groups and Group Rings” – 2001, 2003, 2005 oraz „Groups and Their Actions” – 2007, 2010 we współpracy z Centrum Banacha, Uniwersytetem Warszawskim i Uniwersytetem Białostockim. W 2012 roku Instytut Matematyki był współorganizatorem kolejnej konferencji „Groups and Their Actions” w Będlewie, szczególną wagę tej konferencji podkreśla fakt, że uzyskała ona, jako jedna z nielicznych w Polsce, cenny status konferencji satelitarnej 6-tego Europejskiego Kongresu Matematyków, który odbył się w Krakowie. W 2019 roku Instytut Matematyki był organizatorem konferencji „Groups and Their Actions”, która odbyła się w Gliwicach.
Od 2011 roku Instytut Matematyki organizuje doroczną konferencję „Konferencja Zastosowań Matematyki w Technice, Informatyce i Ekonomii, ZaMa”.

## Działalność dydaktyczna
Obecnie wydział prowadzi kierunki studiów: Matematyka (studia I i II stopnia) oraz Informatyka (studia I i II stopnia). Wydział prowadzi też studia podyplomowe dla nauczycieli: Nauczanie matematyki w szkołach i Nauczanie informatyki w szkołach.
Aktywnie działają studenckie koła naukowe: Koło Naukowe Matematyków, Koło Naukowo-Informatyczne „Link”, Koło Informatyków Lubiących Otwarte Formy, Koło Miłośników Historii Matematyki i Informatyki, Koło Naukowe Technologii Internetowych, Koło Naukowe Referencja oraz Koło Naukowe Interakcja Człowiek-Maszyna CAPTCHA. Studenckie Koło Naukowe Informatyków „Link” jest również organizatorem ogólnopolskiego konkursu „Algorytmion’.
W ostatniej dekadzie w ramach programu Erasmus/Erasmus+ wyjechało do uczelni zagranicznych kilkudziesięciu studentów i  pracowników Wydziału. W ramach tego programu na wydziale studiowało kilkunastu studentów z uczelni zagranicznych. Instytut Matematyki współpracuje w ramach tego programu z uniwersytetami w: Würzburgu, Atenach, Barcelonie, Oulu, Marsylii oraz politechnikami w Kopenhadze i Grenoble.